# ФК Максимир
НК Максимир је хрватски фудбалски клуб који се тренутно такмичи у 4. ХНЛ. Клуб је основан 1925. године, а боје клуба су зелена и бела. 